# Xylostola punctum
Xylostola punctum là một loài bướm đêm trong họ Noctuidae.